# 飯盛山城
飯盛山城（いいもりやまじょう）は、河内国讃良郡飯盛山（大阪府大東市及び四條畷市）にあった日本の城。別名「飯盛城」。標高315.9mの飯盛山に築かれた日本の城（山城）である。
2021年10月11日、国の史跡に指定された。2017年4月6日、「続日本100名城」（160番）に選定された。

## 概要

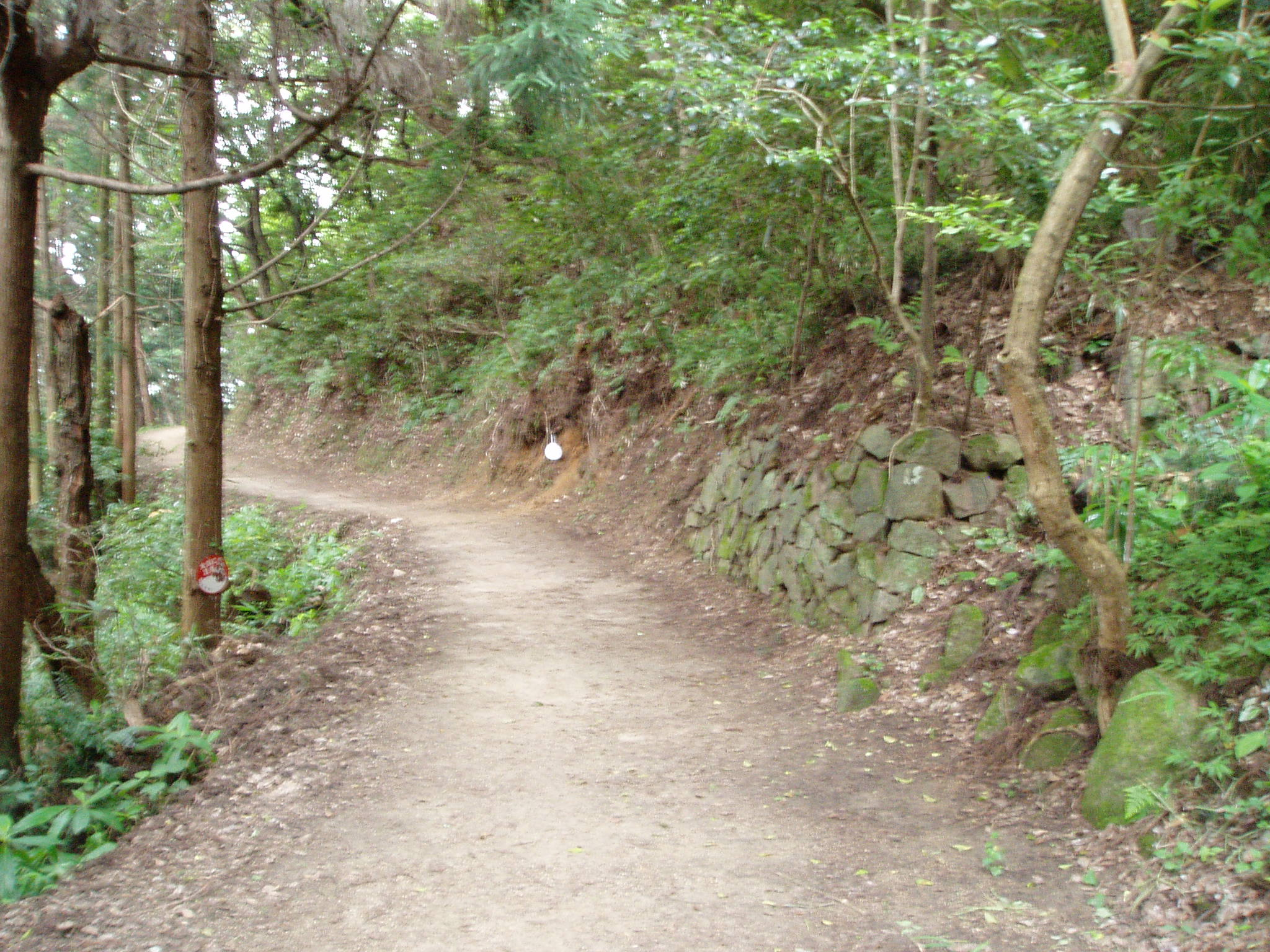
腰曲輪

日本の中世史、中世城郭史を研究する上で、飯盛山城は重要な位置を占める。河内と大和との間には生駒山脈が南北に走り、これが国境となっている。飯盛山城は、その生駒山脈の北西支脈に位置している飯盛山に築かれている。
中世の山城としては、かなり大きな部類に属し、強固な要塞であった。全盛期には、南北に1200m、東西に500mに達し、70以上の曲輪が確認されている。

## 沿革

### 南北朝時代
この城の始まりは、佐々目憲法（僧正憲法）が南北朝時代に築いたとされているが（『河内志』）、これは河内国ではなく紀伊の飯盛山城であるとも指摘されている。
正平3年（1348年）1月5日の四條畷の戦いで、北朝方の高師直が6万の大将として四條に着陣。「懸下野守、その勢五千余旗飯盛山に打ちあがりて」（『太平記』）という記述が見受けられ、南朝方の恩地氏が飯盛山城に立て篭もったようである。ただ、この時代はまだ臨戦的陣城で、恒久的な城ではなかったと思われている。

### 戦国時代
天文年間に畠山義堯が河内を支配するようになり、家臣の木沢長政に命じて飯盛山に城郭を構える。この時に臨戦的陣城から恒久的な居城に改修されたと思われる。

#### 飯盛城の戦い
足利義維を擁する細川晴元が実権を握った為、和平が訪れるかに思われた。ところが細川高国を討滅させたという軍功を挙げていた三好元長と木沢長政の対立が、新たな戦乱を引き起こしていた。
対立の発端は、河内を巡る主権争い、守護代の木沢長政が守護の畠山義堯（義宣）から守護職を奪い獲る企てが発覚したことにある。享禄4年（1531年）8月、怒りをあらわにした義堯は三好元長の一族三好勝宗（三好一秀）に頼んで飯盛山城を攻めたが、長政からの援軍要請を受けた細川晴元によって撤兵命令を下されたため、三好勝宗は一旦兵を収めている。しかし翌5年（1532年）5月、態勢を整えた義堯と勝宗は飯盛山城を再攻、三好元長にも増援を要請している。そこで長政も再び晴元に援軍を要請したが、畠山・三好連合軍の攻囲を排除させるには至らなかった。
そこで自軍での武力排除を断念した晴元は、山科本願寺の法主証如に一揆軍の蜂起を要請。この背景には元長が肩入れする本願寺の対立宗派・法華宗へのライバル意識を利用したものと思われている。
17歳になった証如は、祖父の実如の遺言であった「諸国の武士を敵とせず」という禁を破って、同年6月5日に山科本願寺から大坂に移動、摂津・河内・和泉の本願寺門徒に動員をかけた。これに応じた門徒は、総勢3万兵に及ぶ大軍だったと言われている。6月15日に飯盛山城の攻囲軍を背後から襲った一揆軍は、三好勝宗を含む200余兵を討ち取り、退却する畠山義堯を南河内まで追撃して6月17日に石川道場で自害に追い込んだ。
なおも6月20日、三好元長の逃げ込んだ和泉顕本寺を取り囲んだ一揆軍には各地より続々と新たな門徒が集結したため、10万兵まで膨れ上がったとも伝わっている。そこで元長を含む80兵余りを殺害した一揆軍の脅威により晴元は勝利し、長政も命は助かったものの、蜂起を収束させない一揆軍の暴走が天文の錯乱に発展していく。

#### 三好長慶の居城

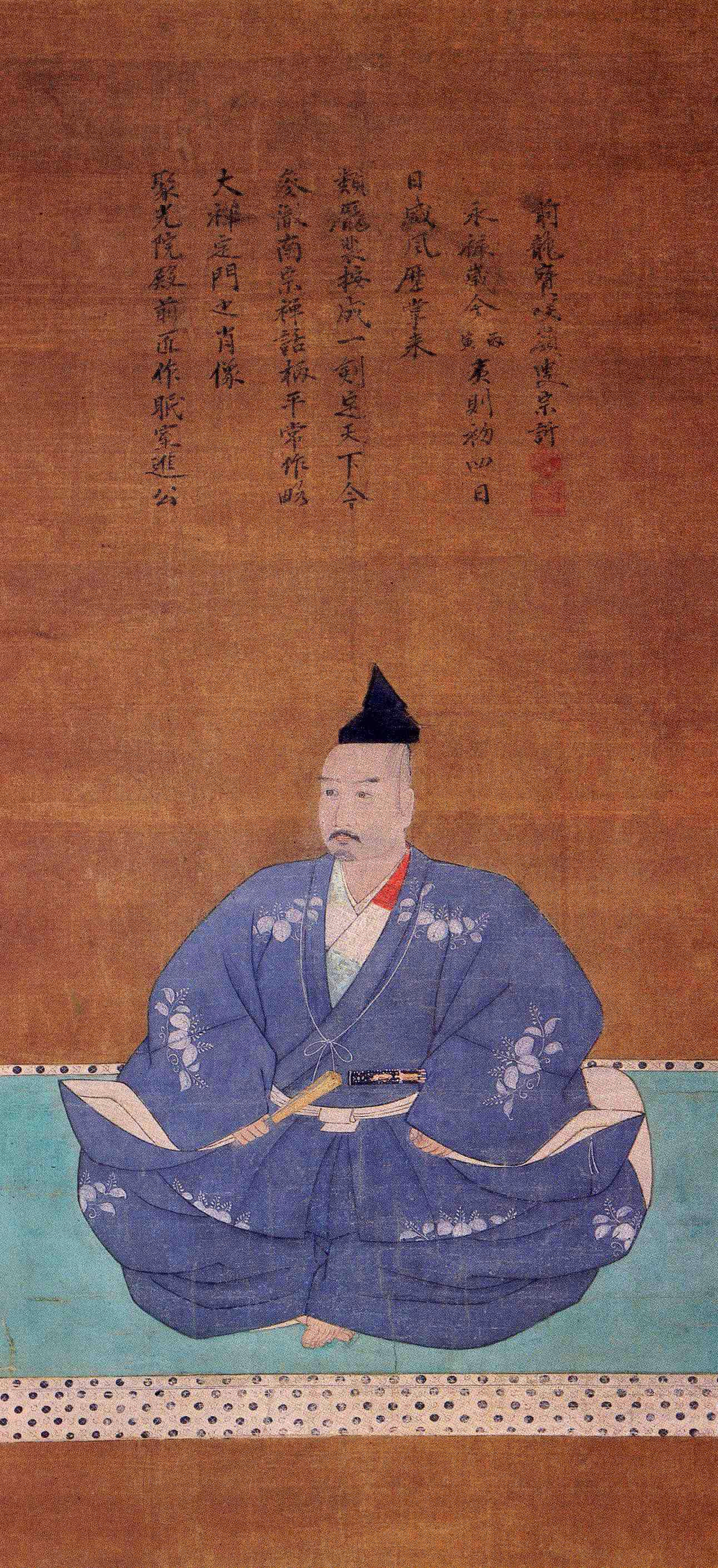
三好長慶像 / 大徳寺蔵

その後、木沢長政も太平寺の戦いで父の仇であった三好長慶に討ち取られてしまう。長政亡き後、城主になったのが畠山氏の重臣・安見宗房である。宗房は畠山高政の家臣であったが、主君の高政と対立し紀伊に追放してしまう。永禄2年（1559年）、長慶は高政を援けるべく兵をあげ、宗房は大和に敗走した。高政はこの三好軍の手際の良さを逆に驚き、河内への進出を阻止すべく、敵対した宗房と和解し、再び飯盛山城に配置した。この処置に憤慨した長慶は、高政の居城高屋城を攻囲。援軍に駆けつけた安見軍を寝屋川付近で撃退し、高政・宗房は共に堺へ敗走した。永禄3年（1560年）11月13日、長慶は飯盛山城に入城した。この時から長慶は飯盛山城を居城と定め大規模な改修作業を実施し、現在の城郭になったと思われる。
翌永禄4年（1561年）、畠山高政は根来衆を引き連れ反撃を試み、飯盛山城の支城となっていた三箇城を攻め落とし、翌永禄5年（1562年）の久米田の戦いで長慶の弟実休を討ち取り、同年4月に飯盛山城への総攻撃が開始したが、背後から長慶の弟安宅冬康や松永久秀の援軍が襲いかかり、長慶も狭撃して畠山軍を撃退した（教興寺の戦い）。

#### 廃城
長慶も飯盛山城、芥川山城、高屋城を拠点に畿内で勢力を拡大しようとした矢先に、永禄6年（1563年）8月に一人息子の三好義興が22歳で急死、ついで翌年（1564年）、安宅冬康も流言によって自殺させると、長慶自身も病のため同年7月24日、43歳で没した。その死は3年にわたり秘められ、遺体は御体塚郭に仮埋葬されていたと言われている。
その後、三好義継や三好三人衆が飯盛山城を治めていたようだが、織田信長により摂河平定が行われると三人衆も軍門に下り、飯盛山城は畠山秋高の所有となった。遊佐信教の反乱によって秋高が殺害されると、これに激怒した信長の攻撃を受けて信教は没落し（高屋城の戦い）、天正4年（1576年）に落城し廃城となった。

## 城郭

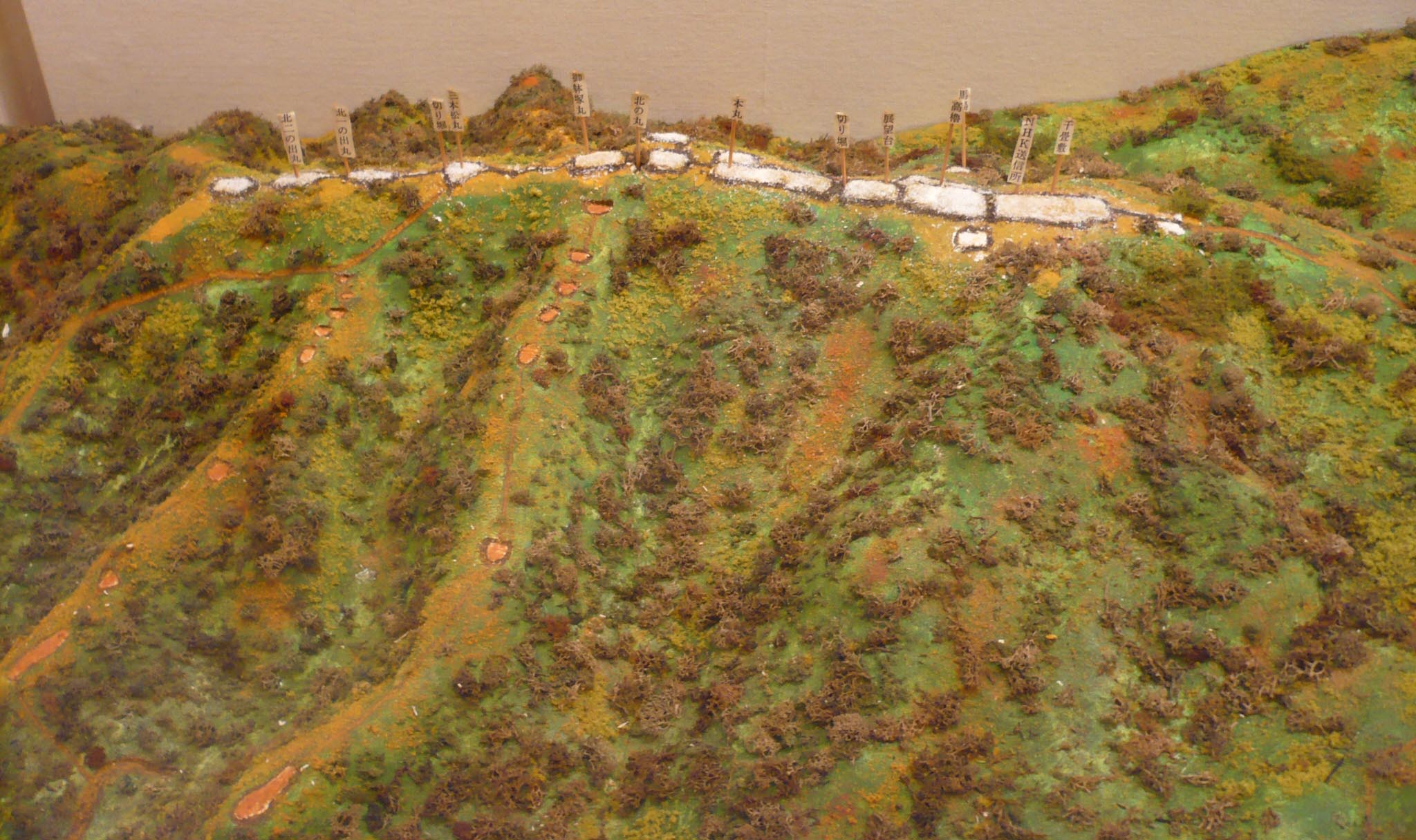
飯盛山城の模型/大東市歴史民俗資料館所蔵

飯盛山城の縄張りとして、最高地点315.9mに高櫓曲輪が築かれ、南北一直線上の尾根伝いに主要な曲輪群、東西の尾根の先端部にはそれぞれ曲輪を築いている。

### 本曲輪
高櫓曲輪は、25m×15mの削平地があり楠木正行の銅像の建っているその北側に本曲輪があり、その下に山城では珍しい石垣がある。その本曲輪下以外にも石垣があるが、これは土塁止め程度と思われるが、この本曲輪下の石垣は滝谷、東側からの防御用の可能性も指摘されている。三好長慶が、かつて居城としていた芥川山城も同様の石垣が見受けられるため、三好長慶の改修時に築かれた可能性がある。但し山城での石垣は珍しいので、三好長慶の改修時ではなく、織田信長の落城後に再構築した可能性も指摘されている。

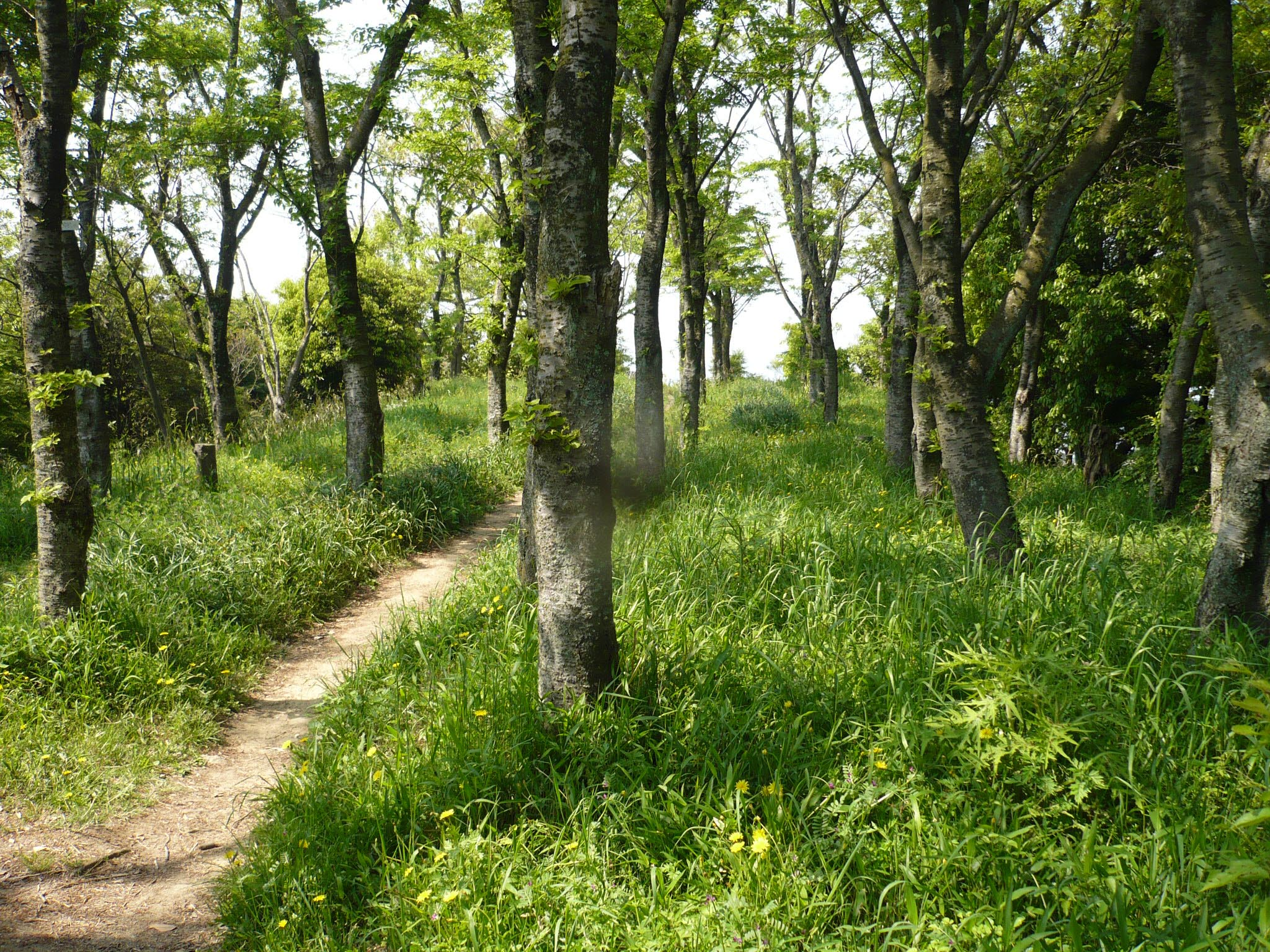
本曲輪跡
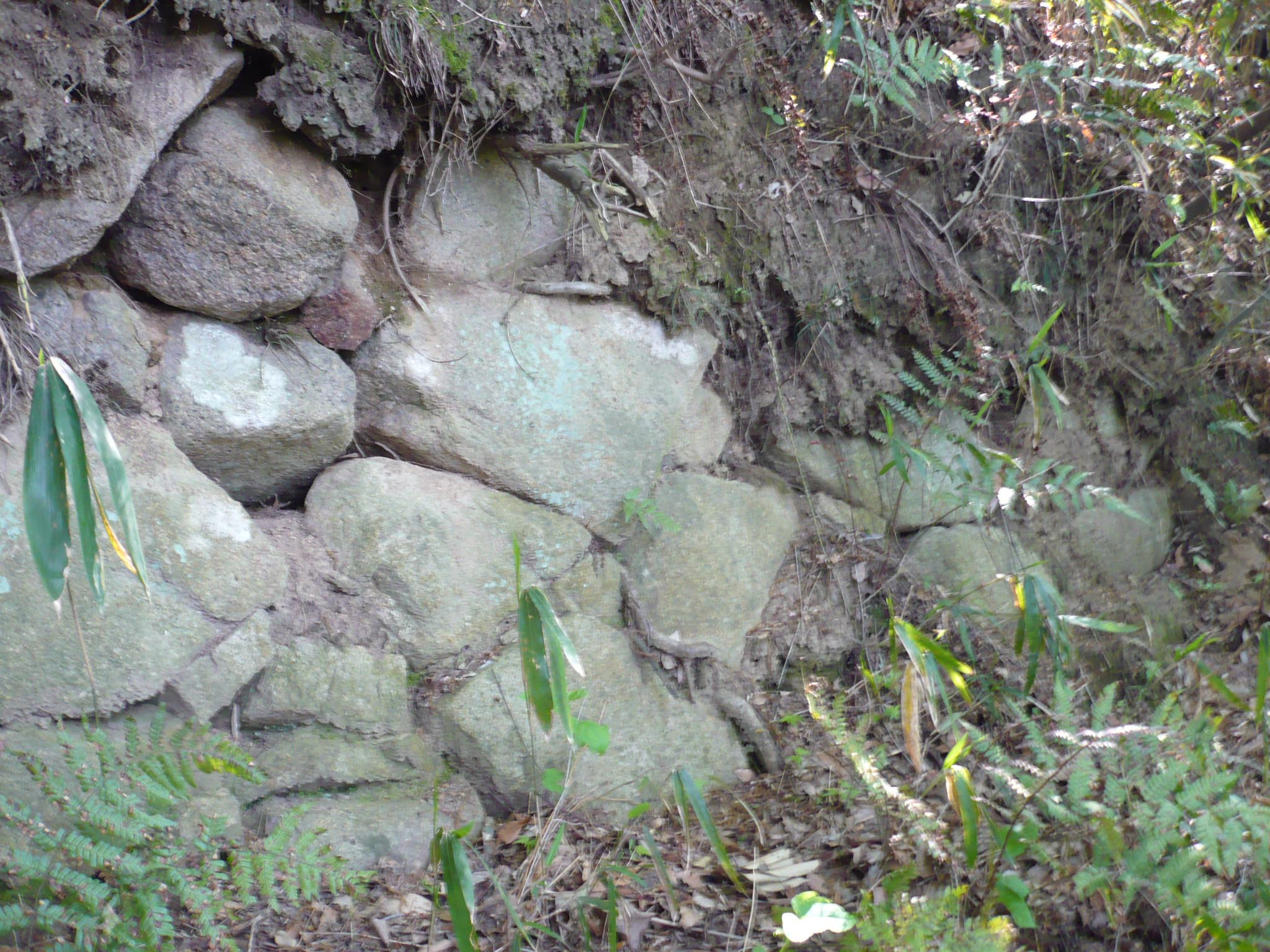
本曲輪下にある石垣
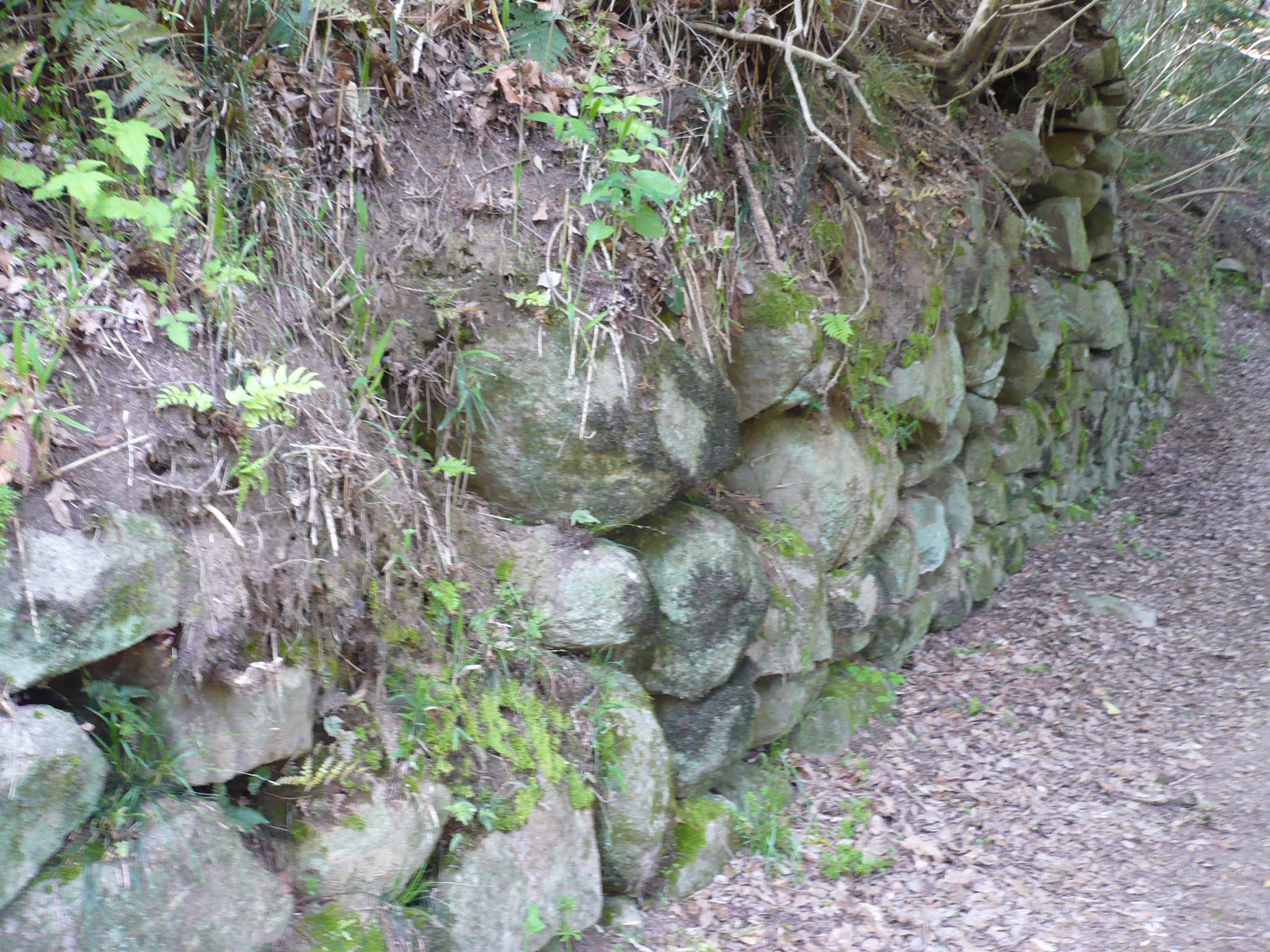
本曲輪下にある石垣
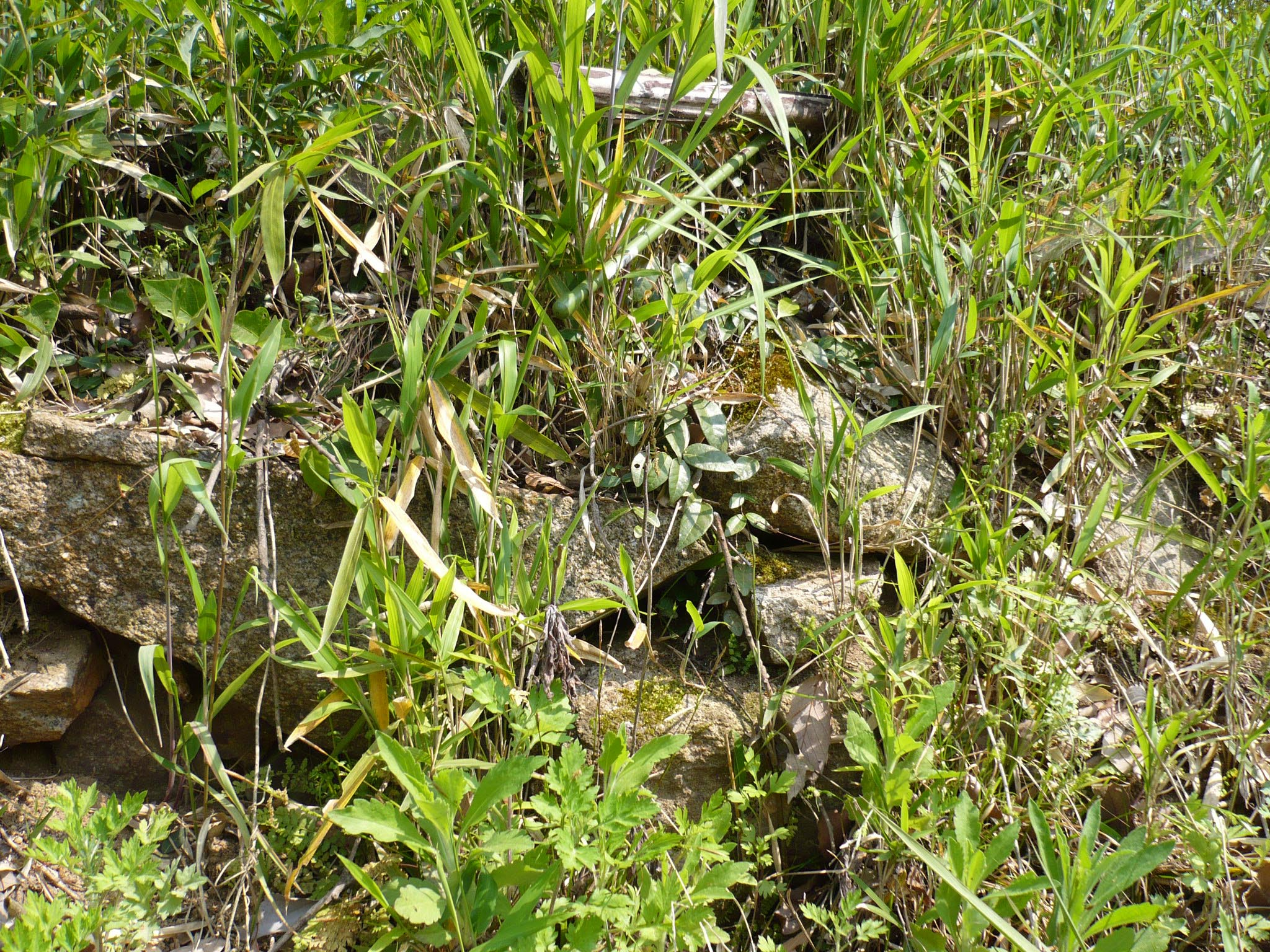
三本松丸曲輪跡下にある土留石垣

本曲輪更に北側曲輪群
- 腰曲輪
- 御体塚曲輪
- 三本松曲輪

### 千畳敷曲輪
高櫓曲輪から、南側には千畳敷曲輪40m×32mがあり、在阪FMラジオ送信所が建っている。また、周辺には堀切、虎口等の遺構が残っている。千畳敷曲輪の東側に馬場曲輪があり、楠公寺が建っている。この馬場は広さから来ているもので、本来の馬場ではなく、なんらかの兵屯施設があったのではないかと推定されている。

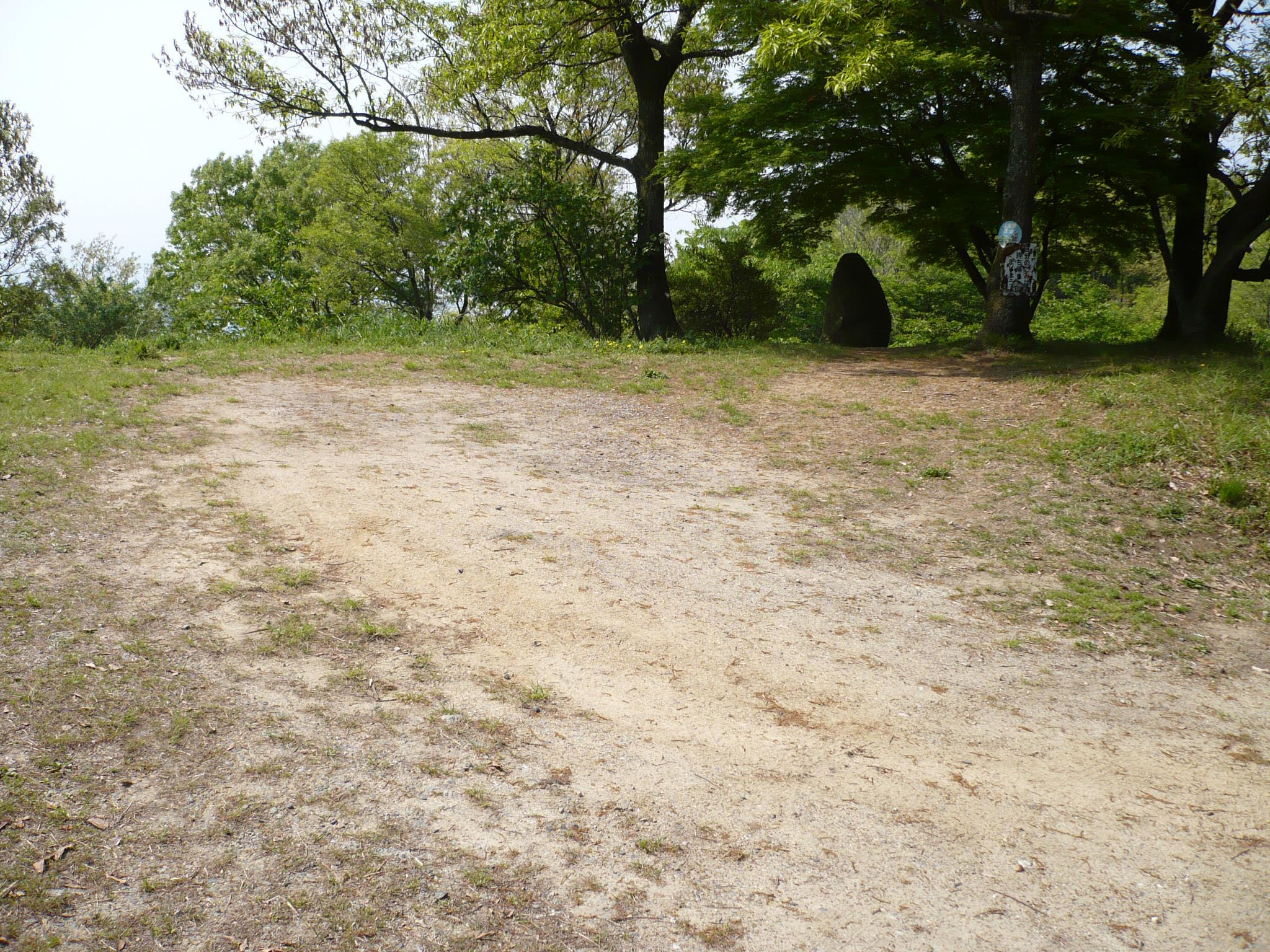
千畳敷曲輪跡
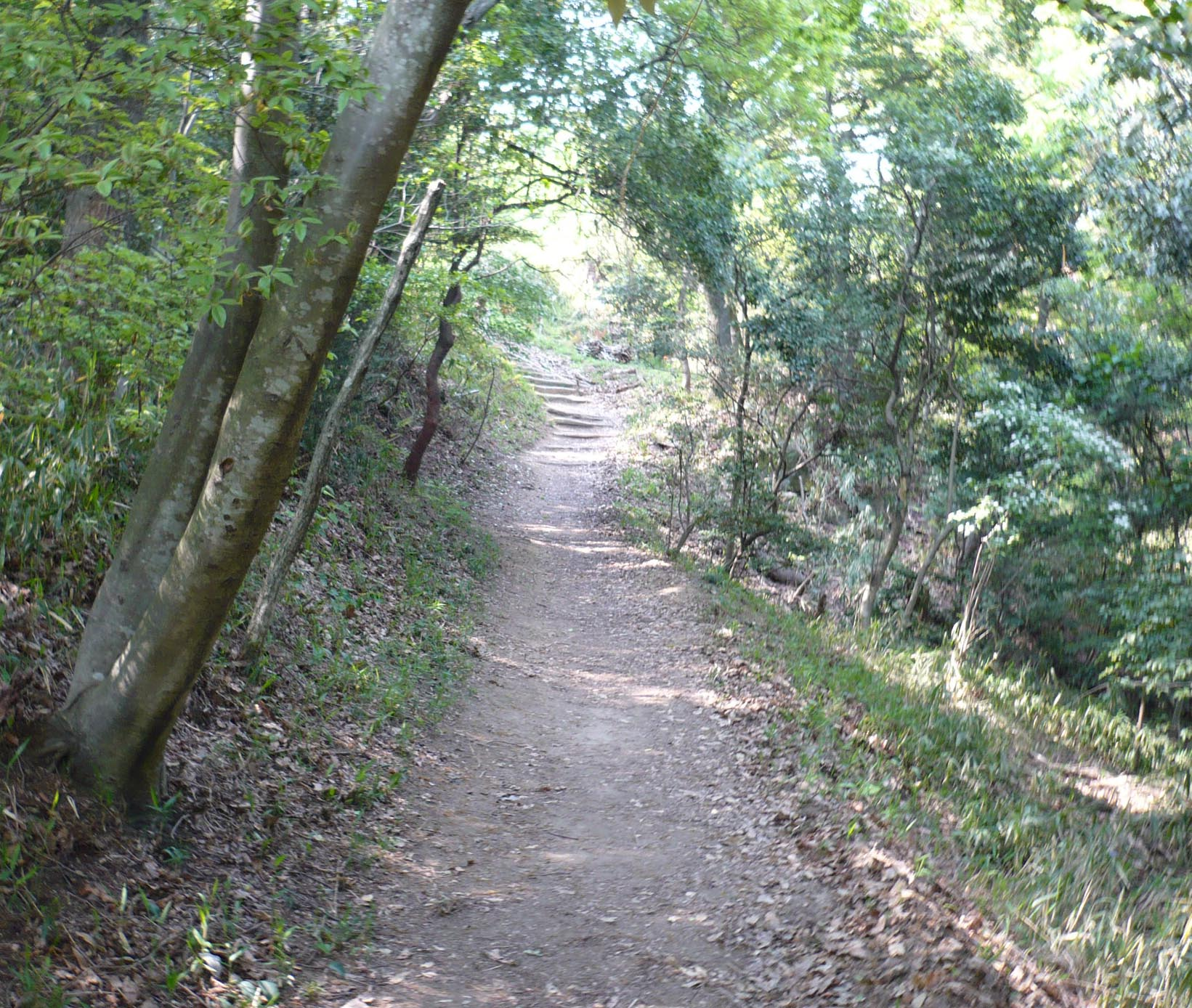
虎口跡
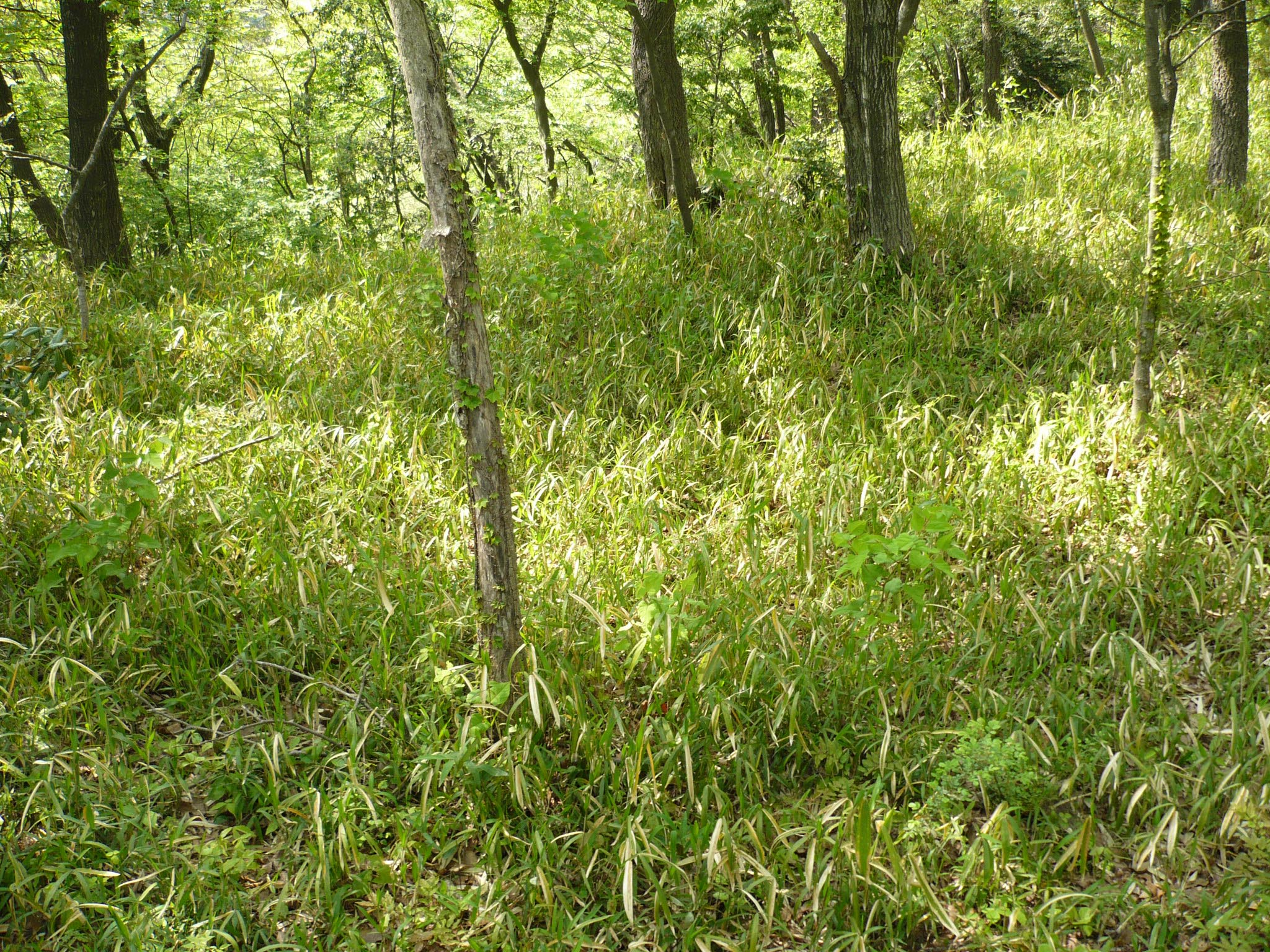
南丸曲輪跡
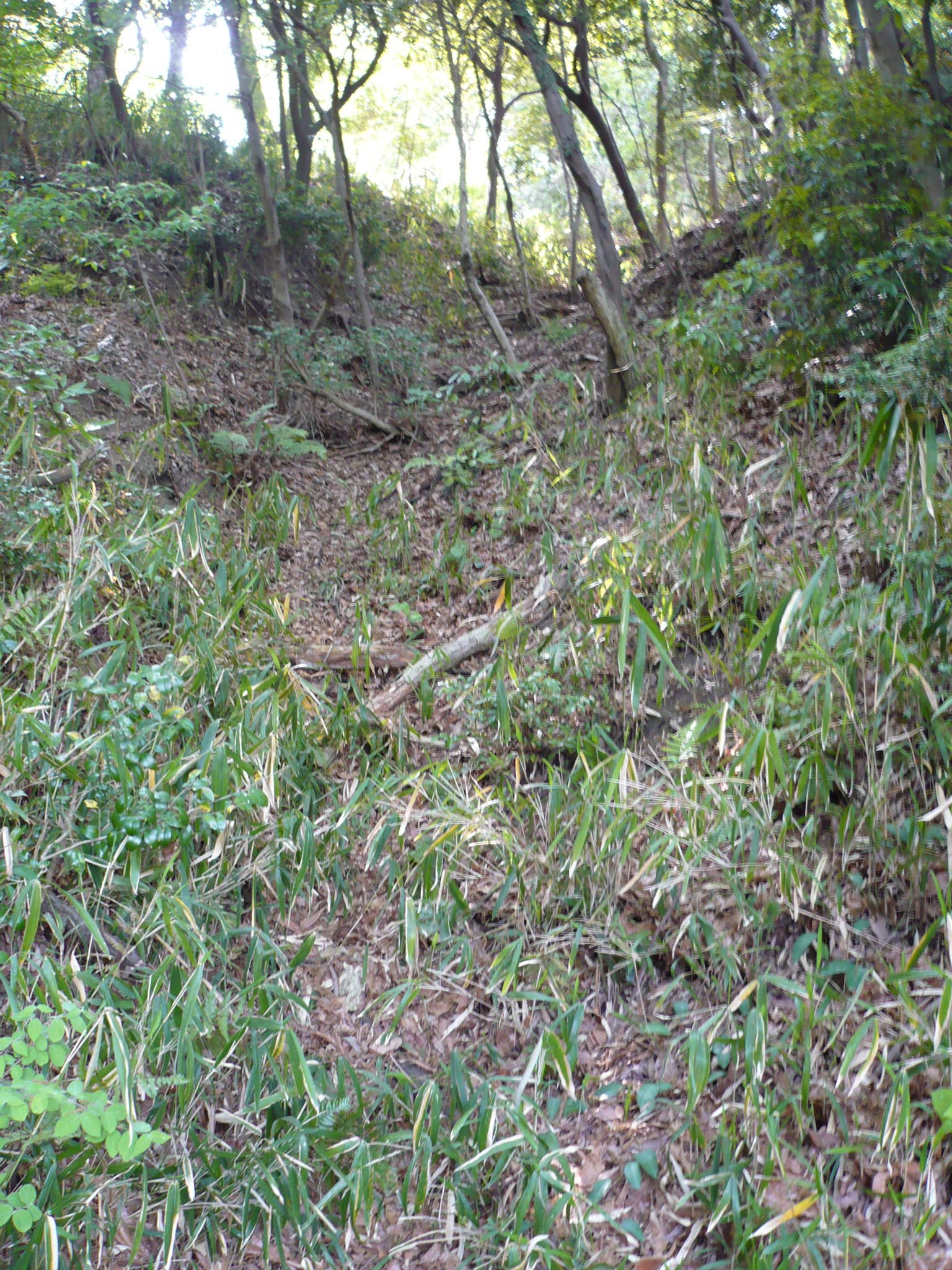
竪堀跡

千畳敷曲輪更に南側曲輪群
- 南丸曲輪
- 馬場曲輪

### 周辺建造物
- 大東市役所前に三好長慶の銅像がある。

## 発掘
- 平成28年から平成30年にかけて発掘調査が行われた結果、芥川山城には無かった大規模な石垣が発見され、石垣で固めた史上初の城と言われる小牧山城よりも年代が早いと推測される[6][7][8]。

### 飯盛山城から見た眺望

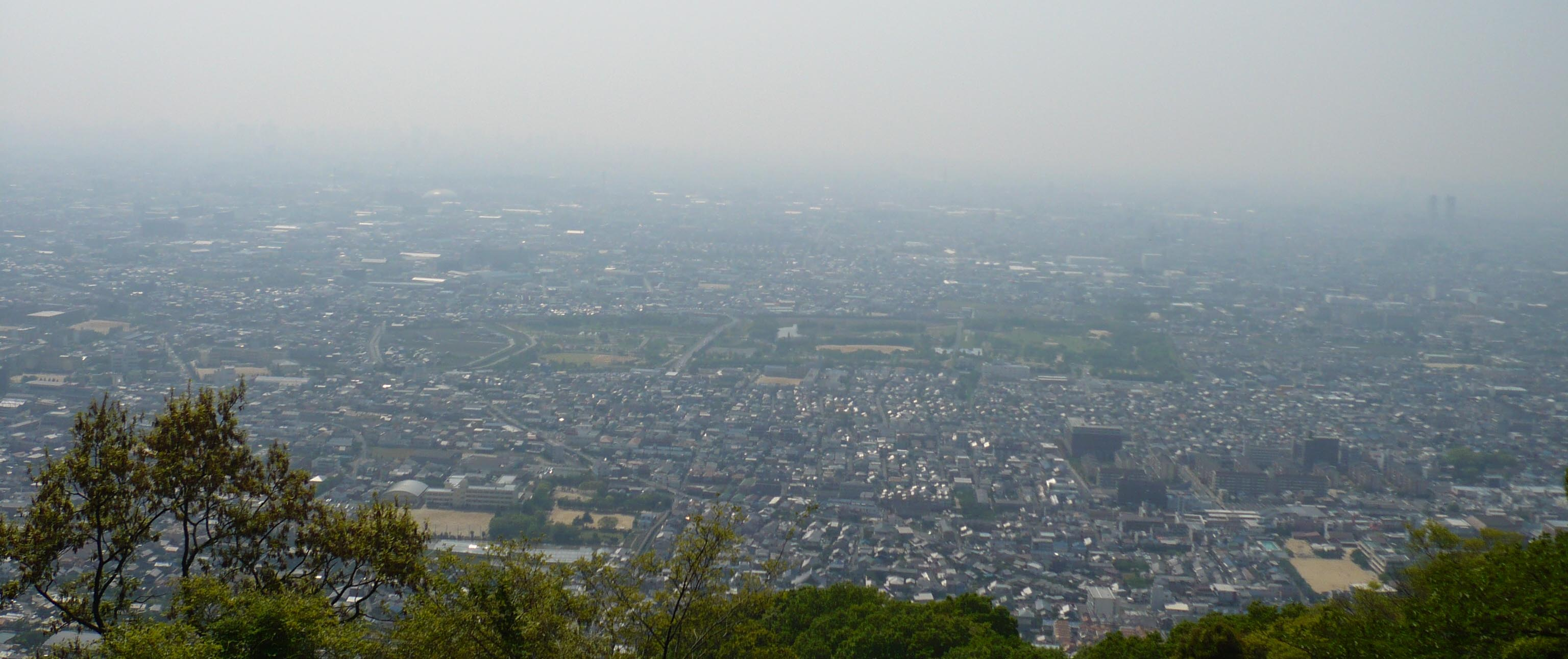
本曲輪跡から見た眺望

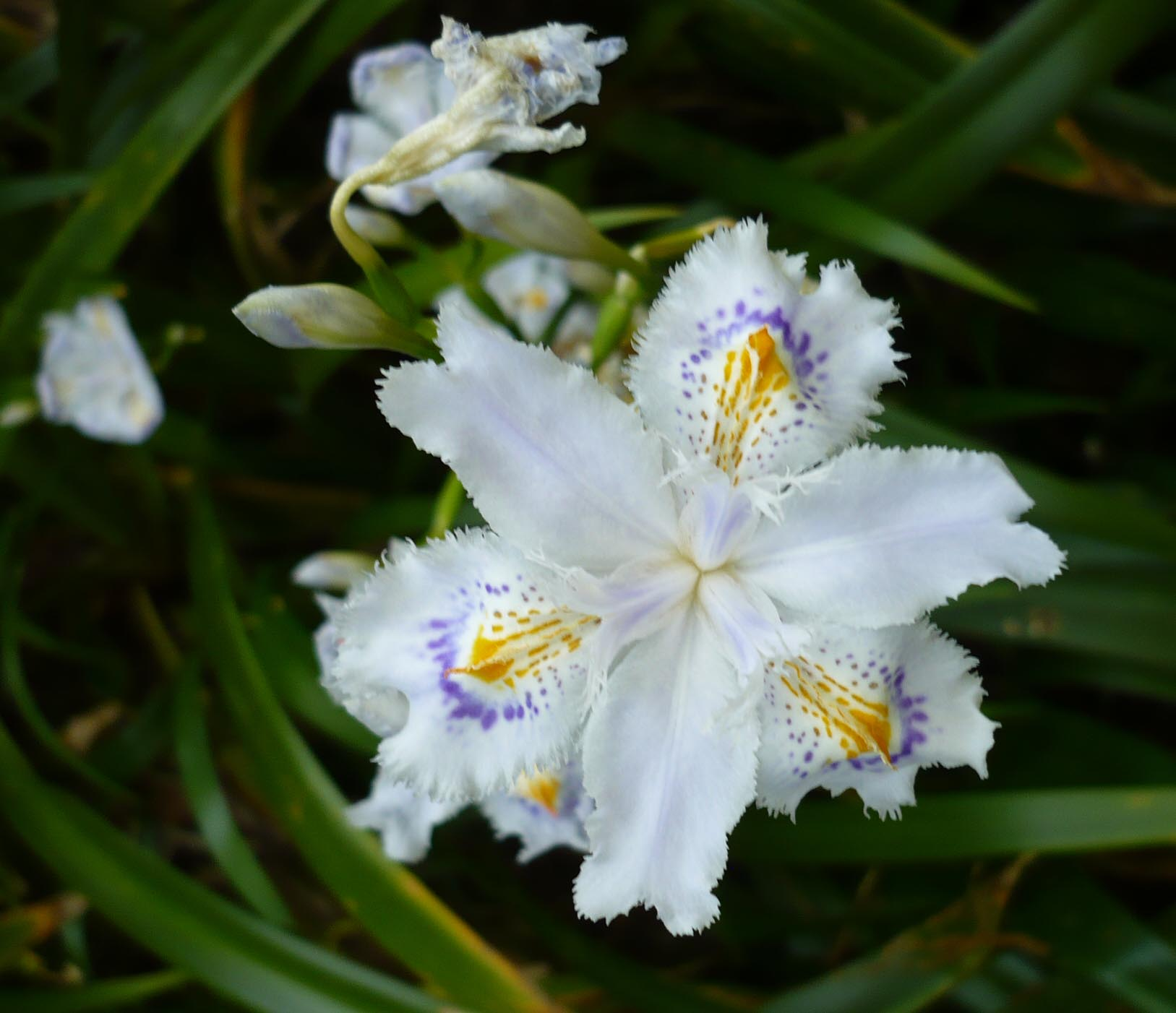
飯盛山城に咲くシャガの花

飯盛山は大阪府内でも有名なハイキングコースとなっており、山頂からの眺望もよく、平日でも数多い登山を楽しむ人々がいる。反面、城内にもいくつかのハイキングコースが設定されており、河内地方では珍しい二重堀切が存在していたが、山道の拡張によって破壊され、遺構が良好に保存されにくい側面がある。また、飯盛山は森林ボランティアの人々が下草刈りや立ち枯れ木の処理、植樹活動を展開し、山林を保持しようとしている。しかし、曲輪内にも植林されており、将来遺構の破壊に繋がるのではという意見もある。

## 城跡へのアクセス
- 電車でのアクセス

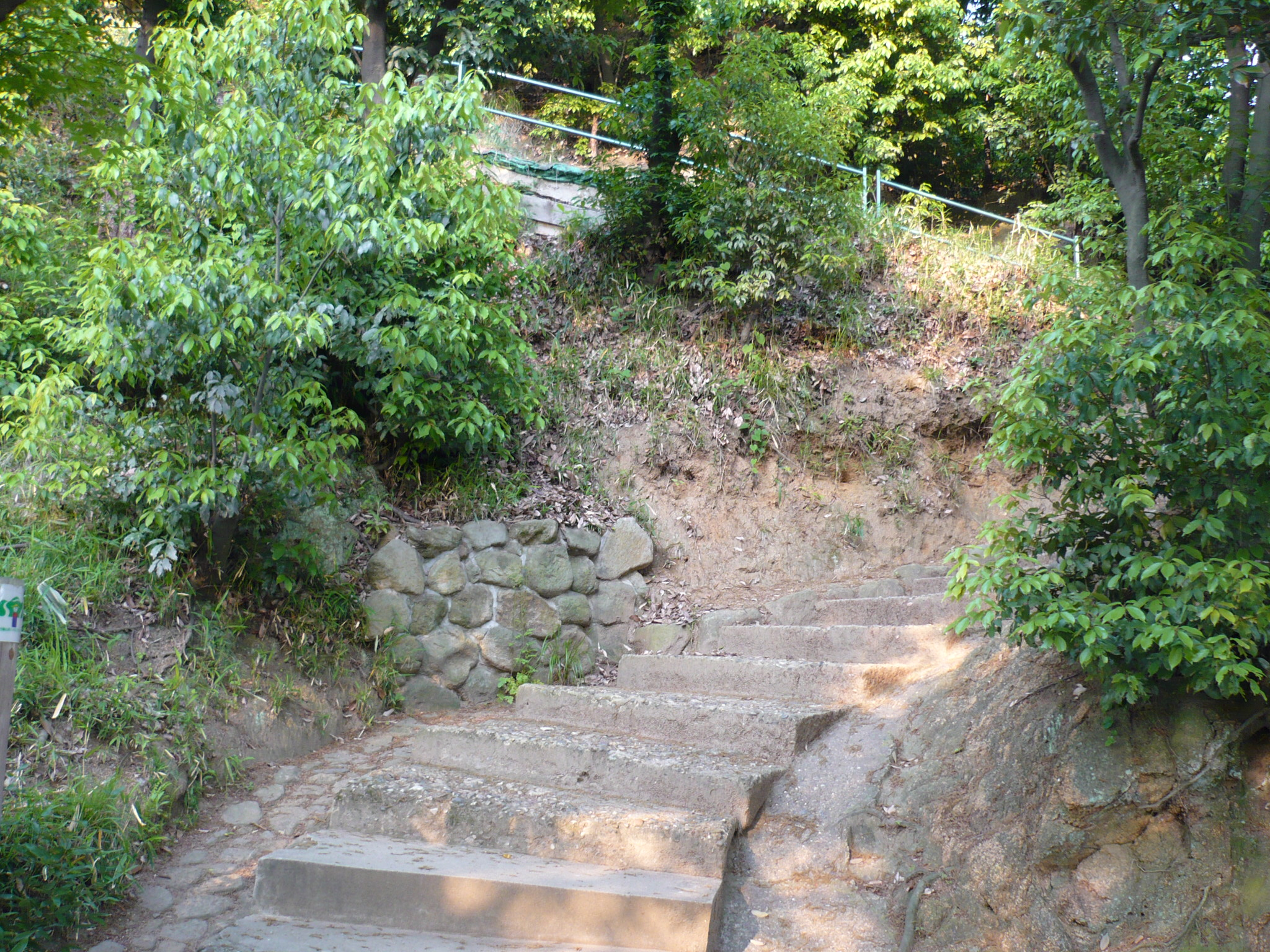
飯盛山への登山道入口

  - 西日本旅客鉄道（JR西日本）学研都市線 四条畷駅または野崎駅
- 車でのアクセス
  - 阪神高速13号東大阪線 水走出入口 → 国道170号
  - 近隣に駐車場無し
- 徒歩でのアクセス
  - JR四条畷駅 → 約10分 → 四條畷神社 → 約50分 → 飯盛山頂
  - JR野崎駅 → 約10分 → 慈眼寺 (大東市) → 約50分 → 飯盛山頂
- （これ以外でも多数のアクセス方法がある）

## 参考文献

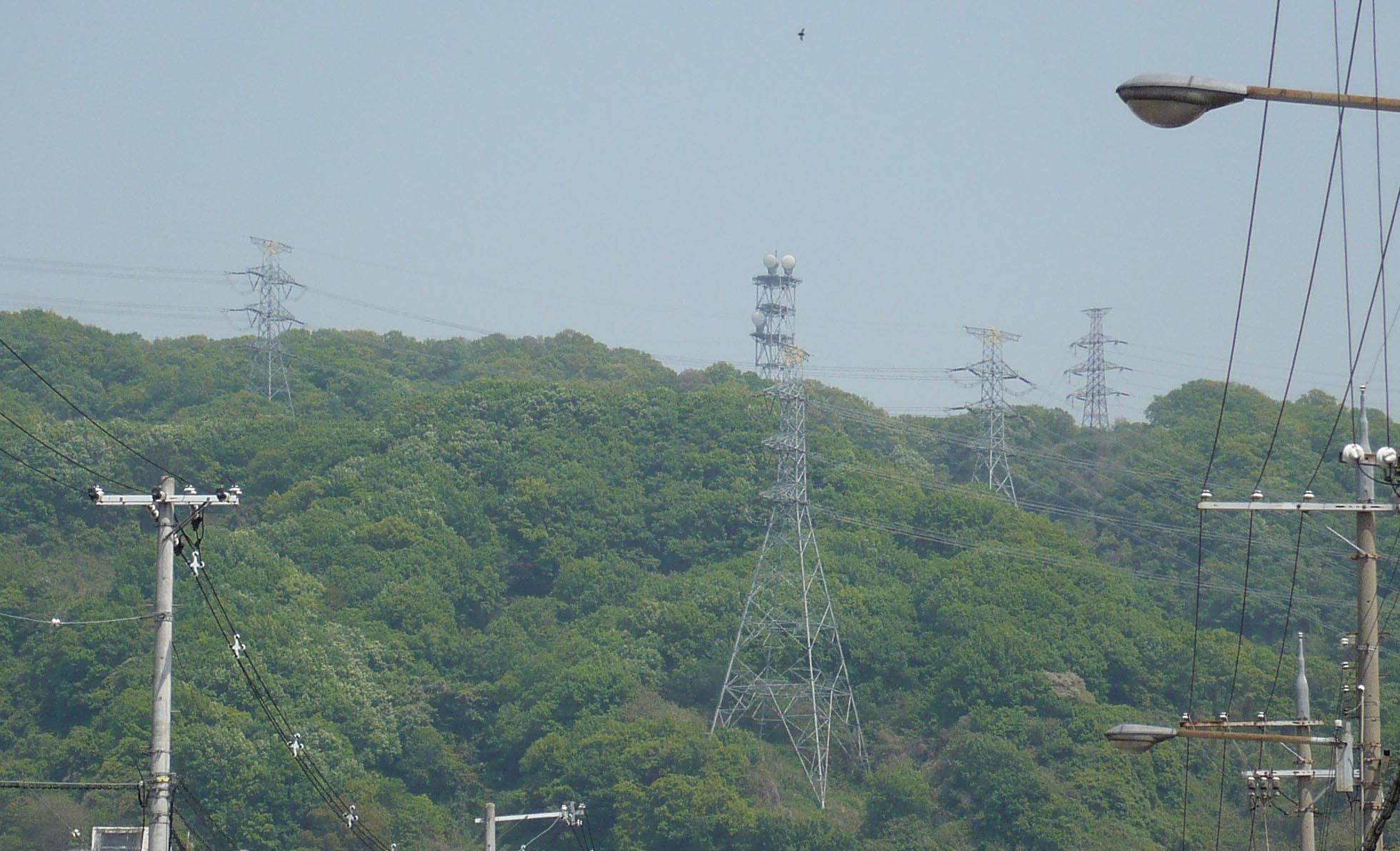
飯盛山